# Brüder reicht die Hand zum Bunde

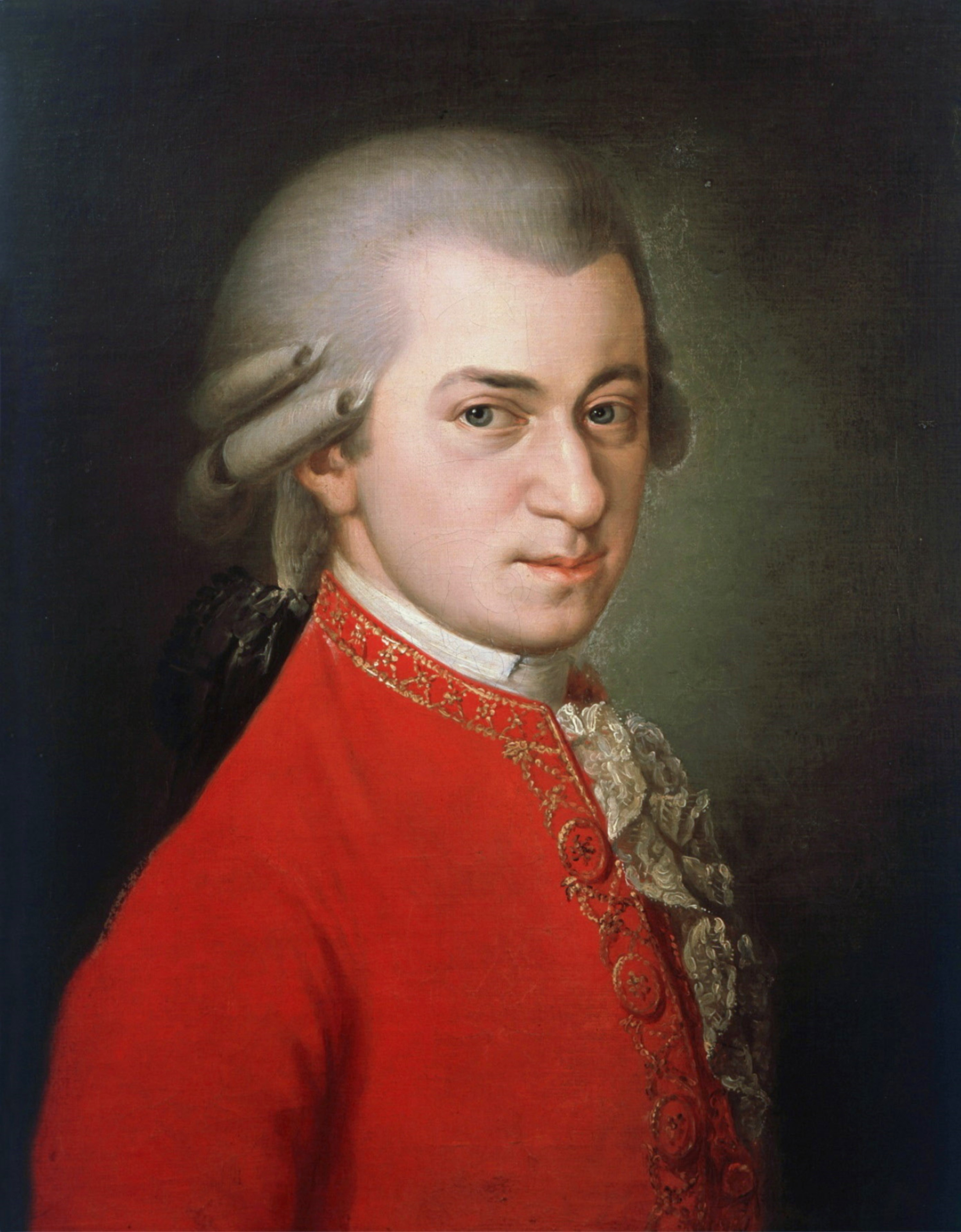
Angeblicher Urheber: Wolfgang Amadeus Mozart

Das auch als Ketten-, Weihe- oder Bundeslied bezeichnete Lied Brüder reicht die Hand zum Bunde wurde ursprünglich Wolfgang Amadeus Mozart zugeschrieben und wird unter anderem in Kreisen von Freimaurern und Verbindungsstudenten gesungen. Die Melodie des Liedes wird seit 1946 als Österreichische Bundeshymne verwendet.

## Geschichte
Neunzehn Tage vor seinem Tod schrieb Wolfgang Amadeus Mozart, ein Mitglied der Freimaurerloge „Zur Wohltätigkeit“, mit der Freimaurerkantate (KV 623) sein letztes vollendetes Werk. Am 14. November 1792 brachte der k.k. privil. Buchdrucker Joseph Hraschansky in Wien die Partitur in zwei Varianten heraus. Einem Teil der Gesamtauflage war das später sehr bekannte „Kettenlied“ (beziehungsweise „Bundeslied“ oder „Weihelied“) (KV6 623a) mit dem Text Lasst uns mit geschlungnen Händen beigebunden. Der Titel lehnt sich daran, dass die Freimaurer ihre Versammlungen damit beendeten, dass sie das Lied mit verschlungenen Händen als Zeichen ihrer Gemeinschaft sangen.
1824 entstand zu dieser Melodie der heute bekanntere Text Brüder, reicht die Hand zum Bunde von Johann Gottfried Hientzsch (* 1787, † 1856, Direktor der königlichen Blindenanstalten, Berlin).
Seit mindestens den 1960er-Jahren wird von Musikforschern die Mozart zugeschriebene Herkunft des als „Bundeslied“ bekannt gewordenen „Kettenliedes“ bezweifelt. Nach Meinung einiger Musikforscher stammt das Bundeslied wahrscheinlich von „Claviermeister“ Johann Baptist Holzer, einem Logenbruder der Wiener Freimaurerloge „Zur wahren Eintracht“. Neuere Forschungen des Musik- und Freimaurerforschers Philippe Autexier legen hingegen nahe, dass der Komponist Paul Wranitzky, Konzertmeister der Wiener Hofoper am Kärntnertor, gleichfalls Logenbruder, als Urheber dieser Melodie in Frage kommt.

## TextBrüder, reicht die Hand zum Bunde

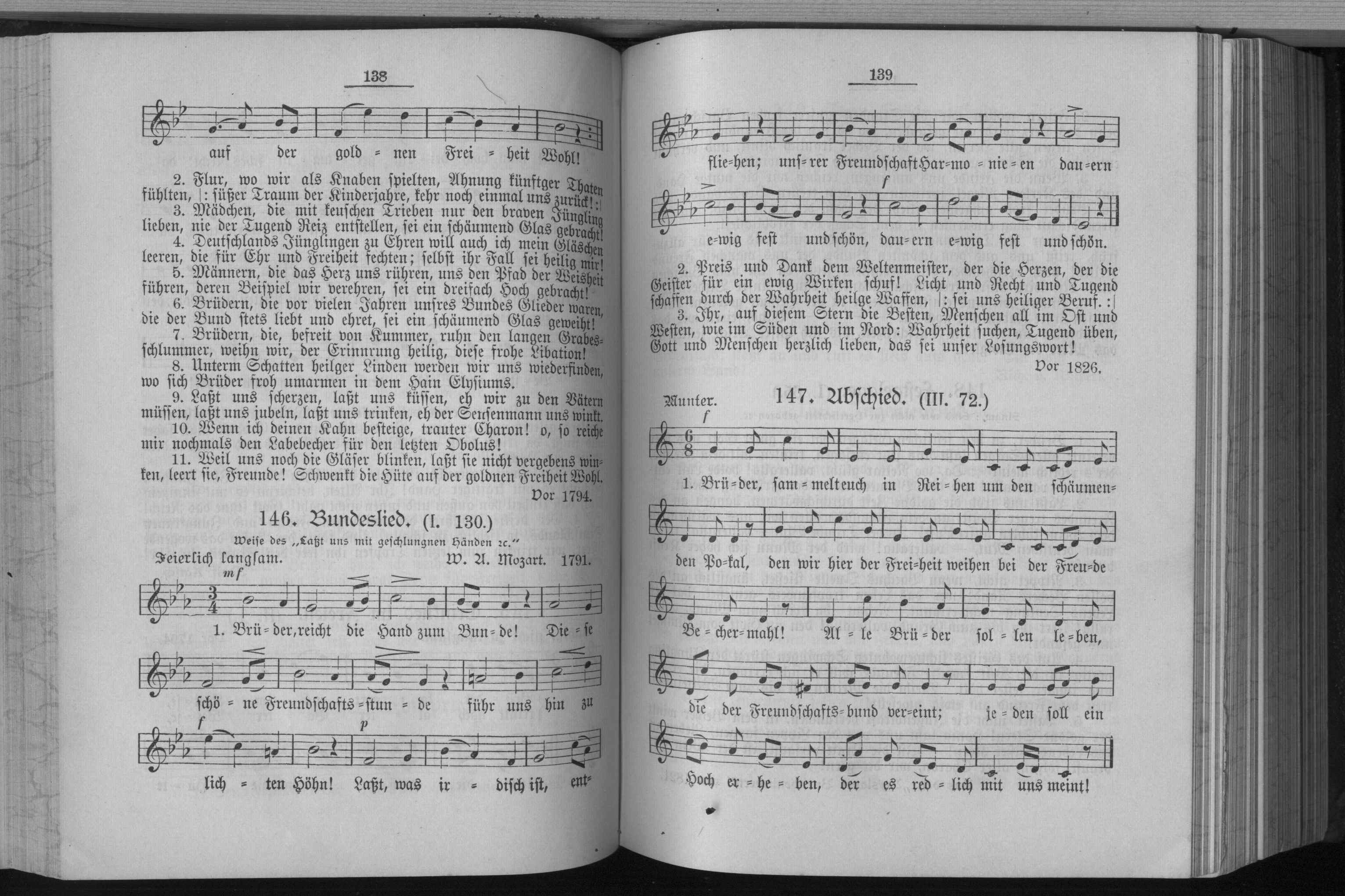
Seiten des Kommersbuches mit dem „Kettenlied“

(1) Brüder, reicht die Hand zum Bunde!

 Diese schöne Freundschaftsstunde *)

 führ uns hin zu lichten Höhn!

 Laßt, was irdisch ist, entfliehen;

 unsrer Freundschaft Harmonieen

 |: dauern ewig fest und schön. :|

 (2) Preis und Dank dem Weltenmeister,

 der die Herzen, der die Geister

 für ein ewig Wirken schuf!

 Licht und Recht und Tugend schaffen

 durch der Wahrheit heilge Waffen,

 |: sei uns heiliger Beruf. :|

 (3) Ihr, auf diesem Stern die Besten,

 Menschen all im Ost und Westen,

 wie im Süden und im Nord:

 Wahrheit suchen, Tugend üben,

 Gott und Menschen herzlich lieben,

 |: das sei unser Losungswort! :|
In der Fassung des Allgemeinen Deutschen Kommersbuches 1896/1906.
 *) Spätere Auflagen und andere Quellen verwenden „Feierstunde“ statt „Freundschaftsstunde“.